# Korejská kuchyně
Korejská kuchyně (korejsky 한국요리) je národní kuchyně Korejského poloostrova, tedy Jižní Koreje a Severní Koreje. Korejská kuchyně se vyvinula po staletí korejských sociálních a politických změn. Pochází z dávných zemědělských a kočovných tradic v Koreji a v jižním Mandžusku. Korejská kuchyně se vyvíjela interakcí přírodního prostředí a různých kulturních trendů.
Korejská kuchyně je z velké části založena na rýži, zelenině a masu. Tradiční korejská jídla jsou pojmenována podle počtu jednotlivých příloh (반찬; banchan). Kimčchi se podává téměř v každém jídle. Běžně používané přísady jsou sezamový olej, doenjang, sójová omáčka, sůl, česnek, zázvor, pepřové vločky, gochujang (fermentovaná chili pasta) a zelí napa.

## Pokrmy
Korejské potraviny lze do velké míry rozdělit do skupin "hlavní pokrmy" (주식), "vedlejší pokrmy" (부식) a "dezerty" (후식). Hlavní pokrmy jsou vyrobeny z obilovin, jako je bap (miska rýže), juk (kaše) a guksu (nudle).

### Polévky
Polévky jsou nedílnou součástí korejské kuchyně. V Korejích je polévka podávána jako součást hlavního jídla (nikoli před nebo po hlavním jídle). Polévky guk se často připravují z masa, měkkýšů a zeleniny. Jjigae jsou syté kořeněné polévky nebo dušená masa.

### Nudle
Nudle a nudlové pokrmy v korejské kuchyni jsou označovány jako guksu nebo myeon. Pšeničné nudle (milguksu) byly speciální pokrm podávaný na oslavách (narozeniny, svatby…).

## Nápoje

### Alkoholické nápoje
Nejoblíbenějším korejským alkoholickým nápojem je sodžu (소주|燒酒) vyráběné z rýže, batátů nebo ječmene. Sodžu je průhledné a má přibližně 22% alkoholu. Je oblíbeným nápojem vysokoškolských studentů a obchodníků.
Nejprodávanějšími korejskými pivy (maekju) jsou ležáky, které se vyrábějí z rýže. Korejské pivo je sladší. Na jihokorejském trhu s pivem dominují dva hlavní pivovary: Hite Brewery a Oriental Brewery. Taedonggang je severokorejské pivo vyráběné v pivovaru se sídlem v Pchjongjangu od roku 2002.
Yakju je rafinovaný průhledný likér fermentovaný z rýže, přičemž nejznámějším je cheongju.
V korejské kuchyni kromě rýžového vína existují také ovocná a bylinná vína.

### Nealkoholické nápoje

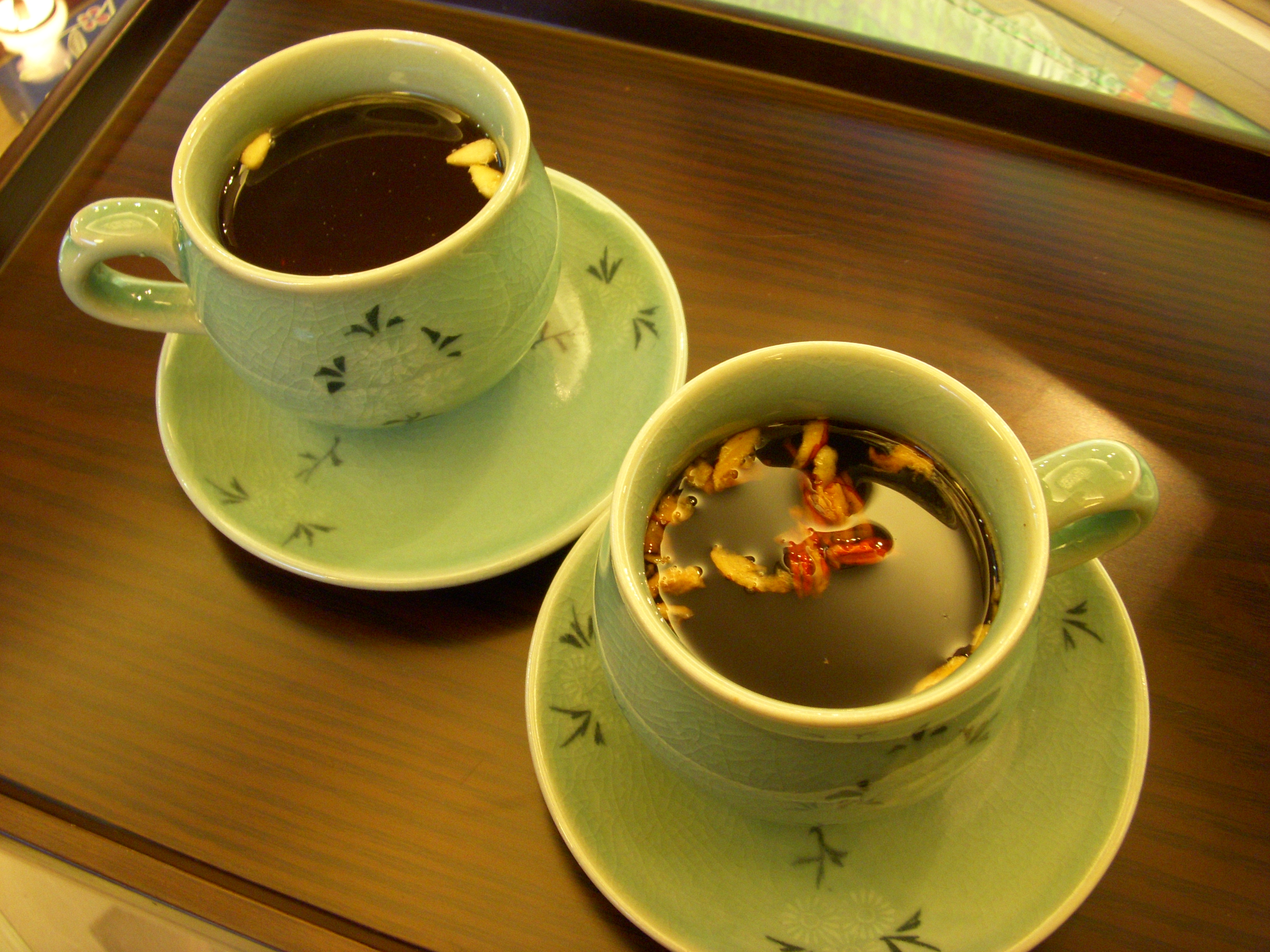
Daechu cha

Všechny korejské nealkoholické tradiční nápoje jsou označovány jako eumcheong nebo eumcheongnyu (음청류 飮淸類), česky doslovně přeloženo jako "čisté nápoje". Podle historických dokumentů týkajících korejské kuchyně bylo zaznamenáno 193 tradičních korejských nealkoholických nápojů (eumcheongnyu). Eumcheongnyu zahrnují například: čaje, hwachae (ovocné punče), sikhye (sladké rýžové nápoje), sujeonggwa (rajčatové punče), jang (fermentované kyselé džusové šťávy), suksu (bylinné nápoje).